# ماده‌باوری
ماده‌باوری، ماده‌گرایی، ماده‌انگاری یا ماتریالیسم (به انگلیسی: Materialism)، به دیدگاهی گفته می‌شود که می‌گوید هر آنچه در هستی وجود دارد ماده یا انرژی است و همهٔ چیزها از ماده تشکیل شده‌اند و همهٔ پدیده‌ها (از جمله خودآگاهی) نتیجهٔ برهم‌کنش‌های مادی است. به عبارت دیگر، ماده تنها چیز است و واقعیت عملاً همان کیفیت‌های در حالِ رخ دادنِ ماده و انرژی است. ماتریالیسم ارتباط نزدیکی با فیزیکالیسم، دارد؛ این دیدگاه می‌گوید که تمام آنچه وجود دارد، در نهایت فیزیکی است. شکل فلسفی فیزیکالیسم که با نظریه‌های علوم فیزیکی تکامل یافته‌است از ماده‌باوری تأثیر گرفته‌است، تا مفاهیم پیچیده‌تری از فیزیکی بودن را شامل کند مانند ماده‌های معمولی (مثلاً زمان، انرژی‌ها و نیروهای فیزیکی و مادهٔ تاریک). بنابراین، برخی اصطلاح فیزیکالیسم را بر ماتریالیسم ترجیح می‌دهند، در حالی که برخی دیگر این اصطلاحات را مثل این‌که مترادف باشند، به کار می‌برند. ماتریالیسم یک مکتب فلسفی است که در مقابل مکتب ایدئالیسم مطرح شده‌است. شاخه‌های مهم آن ماده‌باوری مکانیکی و ماده‌باوری دیالکتیکی هستند. ماتریالیسم مکانیک را فویرباخ بنیان‌گذاری کرد و ماده‌باوری دیالکتیک توسط مارکس بنیان گذاشته شد.

## دوران معاصر
فیلسوف قاره‌ای معاصر، ژیل دلوز تلاش کرده تا ایده‌های ماتریالیسم کلاسیک را دوباره اصلاح و تقویت کند. نظریه‌پردازان معاصر مانند مانوئل دلداندا که با این ماتریالیسم نیرومند کار می‌کنند، در اقناع به عنوان مادی‌گرای جدید طبقه‌بندی می‌شوند. ماتریالیسم جدید با ارائهٔ دوره‌هایی با موضوع‌های متفاوت، در دانشگاه‌های بزرگ جهان، و همچنین کنفرانس‌های متعدد، مجموعه‌های ویرایش‌شده و مونوگراف‌های اختصاص‌یافته، زیرشاخهٔ تخصصی دانش خود را ساخته‌اند.
کتاب مادهٔ پر جنب‌وجوش (در سال ۲۰۱۰) جین بنت به ویژه در بازگرداندن نظریه‌های هستی‌شناسی مونیستی و حیات‌گرایی به یک دام نظری انتقادی تحت سلطهٔ نظریه‌های زبان و گفتارهای پساساختارگرایانه بسیار مؤثر بوده‌است. محققانی مانند مل ی. چن و زکیه ایمان جکسون، مجموعه‌ای از ادبیات ماتریالیستی نو را به دلیل غفلت در پرداختن به ماده و نژاد و به ویژه جنسیت مورد انتقاد قرار داده‌اند.
دانشمند متیس زوئی تاد و همچنین موهاک (قبیلهٔ خرس‌ها، شش کشور) و دانشمند آنیشینابا ونسا واتس جهت‌گیری استعمار را در ماده‌گرایان در عصر «جدید» می‌بینند.

## جهان، مادی است
اشیای بی‌نهایت زیاد و متنوعی انسان را احاطه کرده‌است که برخی از آن‌ها از کوچک‌ترین ذرات اتم گرفته تا عظیم‌ترین ستارگان کیهانی بی‌جان هستند و برخی دیگر از ساده‌ترین موجودات تک‌سلولی گرفته تا بغرنج‌ترین و رشدیافته‌ترین جانوران که انسان باشد جان دارند. این اشیاء بی‌نهایت متفاوت دارای خواص گوناگون هستند. بشر در طول تاریخ و در نتیجهٔ آزمایش‌های پیاپی خود با پیشرفت دانش و گسترش فعالیت‌های پراتیک خویش کم‌کم دریافت که هر قدر هم اشیاء و خواص شان گوناگون باشد با این همه آن‌ها دارای مبانی مشترکی هستند. در دوره‌های باستان گروهی از فلاسفهٔ یونان باستان این مبنای مشترک یا اساس جهان و پایهٔ واقعیت را این یا آن شیء مثلاً آب یا آتش می‌دانستند. نزد متفکران باستانی چین و هند نظیر همین عوامل دو، چهار یا پنجگانه بوده‌است و در ایران کهن نیز عقیده مربوط به وجود چهار آخشیج (یا عنصر ماه): آب، هوا، آتش، خاک یا طبایع چهارگانه: گرمی، خشکی، سردی و تری با رخنه از منابع هندی و یونانی رایج بوده‌است.
زروانیان، «زروان بیکران» یا گیتی‌ماده را عنصر نخستین می‌دانستند که تمام موجودات از آن پا به عرصهٔ وجود نهاده‌اند. دموکریت فیلسوف بزرگ یونان باستان می‌گفت اصل جهان از یک عنصر تجزیه‌ناپذیر است که از ترکیب آن، اشیاء مختلف پدید می‌آید و آن را «اتم» (ا به معنای نفی، تم از واژه بریدن و قطع کردن) یا «بخش‌ناپذیر» (در اصطلاح فلسفی ما ـ جزءِ لایَتَجَزی) نامید.

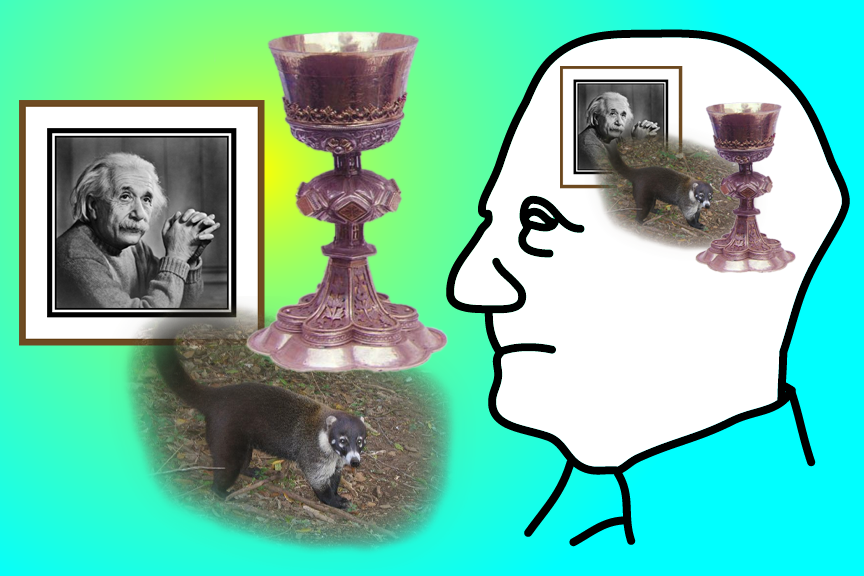
ماتریالیسم کارتزینی

با تکامل اندیشهٔ بشری این کشف بزرگ به عمل آمد که آن پایهٔ مشترک و اساسی عمومی را نباید با اشکال مختلف اشتباه کرد، بلکه این نتیجهٔ فلسفی حاصل شد؛ که در درجهٔ اول همهٔ اشیاء جهان در این اصل شریکند که به خودی خود و مستقل از انسان، مستقل از تفکر و اندیشه و احساسات و تمایلات انسان، یعنی به‌طور عینی، وجود دارند؛ مثلاً علوم طبیعی ثابت کرده‌است که میلیون‌ها سال قبل از پیدایش هر گونه موجود زندهای زمین و اجرام کیهانی وجود داشته‌اند و این خود نشان می‌دهد که طبیعت عینی است، مستقل از انسان و شعور اوست. به عبارت دیگر این عقل نیست که ماده را خلق کرده، بلکه در سیارۂ زمین تکامل چندین میلیارد سالهٔ ماده است که منجر به پیدایش شعور و خرد انسانی شده‌است.
پراتیک بشری، آزمایش و تجربهٔ روزانه، فعالیت تولیدی و علوم طبیعی با تمام دستاوردهای خود به ما نشان می‌دهند که جهان به‌طور عینی وجود دارد. عینیت جهان یعنی وجود آن در خارج و مستقل از شعور و اراده و خرد به معنای آن است که جهان مادی است. این واژه معنای فلسفی دیگری ندارد.
از نگاه تاریخی دانش ما متأثر از شرایط اقتصادی و اجتماعی ما است. در این زمینه تولید اجتماعی نقش بزرگی را بازی می‌کند. تولید اجتماعی تعیین‌کننده‌ترین عامل در شناخت بشر است. به این معنی که شناخت ما بر اساس رشد تولید اجتماعی ما رشد می‌کند. به این اساس رشد تولید اجتماعی را می‌توان به دو مرحله تقسیم کرد. یکی تولید اجتماعی طبیعی و دوم تولید اجتماعی دستی یا صنعی. در تولید اجتماعی طبیعی قوای طبیعی نقش مهمی را بازی می‌کنند. تولید اجتماعی طبیعی در سه دورهٔ تولید تاریخی بازتاب یافته‌است. در سه دورهٔ تاریخی کمون اولیه، برده‌داری و فئودالیسم، شیوهٔ تولید شیوهٔ طبیعی بوده‌است. در تمام این دوره‌های تاریخی قوای طبیعی در رشد تولید و اساس تولید نقش مهمی را بازی نموده‌است. از این رو انسان‌ها در این سه دورهٔ تاریخی به قوای طبیعی متکی بوده‌اند. این اتکا به قوای طبیعی در نحوهٔ تفکر آنان نقش مهمی را بازی می‌نموده‌است. آنان به هر نحو خود را مدیون قوای طبیعی می‌دانسته‌اند. هر گونه تفکر آزاد و انسانی ناممکن بوده‌است.
در دورهٔ تاریخی بورژوازی تولید صنعتی بوده‌است. در این دورهٔ تاریخی دیگر بشر به قوای طبیعی متکی نیستند. از این رو می‌توانند مستقل از قوای طبیعی عمل و فکر کنند. این دوره را می‌توان دوران آزادی انسان از قوای طبیعی و دورهٔ تفکر آزاد انسانی نامید. بشر با شکل‌گیری این دورهٔ تاریخی بوده‌است که توانسته‌است آزادانه فکر کند. به همین خاطر آغاز این دوره با آغاز رنسانس انسانی مزین گردیده‌است. صرفاً با آغاز این دوره بود که انسان توانست جدایی شعور و طبیعت را وجدان نماید. همچنین انسان در طبیعت به مقام به‌سزای خودش دست یافت. ماتریالیسم دیالکتیک تنها می‌توانست تحت چنین شرایطی پا بگیرد. شرایطی که انسان از قوای طبیعی آزاد عمل می‌کند. قوای طبیعی را در خدمت خودش درمی‌آورد و صنعت اساس تولید قرار می‌گیرد.
اینکه اشیاء را خارج از شعور خود می‌دانیم نتیجهٔ بهبود شرایط تولید اجتماعی ما است. جغرافیای تولید صنعتی و جغرافیای تفکر آزاد مادی با هم همخوانی دارند. هر اندازه به جوامع صنعتی نزدیک می‌شویم یقین و ایقان مردم به ضعف ایده‌های مذهبی بیشتر می‌گردد.

## ماده به مثابه مقولهٔ فلسفی
همین خاصیت عمومی و مشترک تمام اشیای بی‌شمار و گونه‌گونه یعنی وجود عینی آن‌ها و مستقل بودنشان از تفکر و شعور انسان است که آن را با مفهوم فلسفی «ماده» بیان می‌کنیم.
مفهوم یعنی چه؟ هر واژه‌ای که بیانگر عنصر مشترک و عام در یک گروه از اشیاء و پدیده‌ها باشد «مفهوم» نامیده می‌شود. این البته بیان سادهٔ مطلب است و در فصل تئوری شناخت دقیق‌تر این مسئله را خواهیم آموخت. مفاهیم بسته به آن که تا چه حد و مرزی اشتراک و عمومیت را بیان کنند و تا چه اندازه گروهی بزرگ‌تر یا کوچک‌تر از اشیاء و پدیده‌ها را دربرگیرند «گسترده‌تر» یا «تنگ‌تر» هستند؛ مثلاً «درخت» یک مفهوم است که بیان‌کنندهٔ عنصر عام و مشترک کلیهٔ درختان گیتی صرف نظر از رنگ و بزرگی و نوع میوه و سایر مشخصات هر یک از آن‌ها است. کلمهٔ «گیاه» بیانگر یک مفهوم دیگر است که نه فقط درختان بلکه هر موجود زنده‌ای را که بنا به تعاریف علم گیاه‌شناسی و زیست‌شناسی خاصیت نباتی داشته باشد در بر می‌گیرد.
واضح است که مفهوم «گیاه» گسترده‌تر از مفهوم «درخت» است. مفهومی که بتواند همه اشیاء و پدیده‌ها را از ذرهٔ شن تا قرص خورشید، از صخرهٔ کوه تا مغز انسانی، از موج دریا تا کهکشان را در بر می‌گیرد، مفهومی به حداکثر گسترده‌است. مفهومی که با کلمهٔ «ماده» بیان می‌گردد چنین مفهومی است. وقتی یک مفهوم شاخص‌های اساسی و عام همه اشیاء را نشان دهد و همهٔ پدیده‌های موجود را دربر گیرد، آن را از زمرهٔ مقولات فلسفی حساب می‌کنیم.
لنین مفهوم ماده را به مثابهٔ یک مقولهٔ فلسفی توضیح می‌دهد و روشن می‌کند که مقصود از آن تمامی واقعیت عینی است که انسان با آن، یعنی با این واقعیت، توسط حواس پنج‌گانهٔ خویش آشنا می‌شود. واقعیت عینی، مستقل از حواس وجود دارد ولی توسط حواس منعکس می‌شود. پس، آن شاخص‌های اساسی و عام که در همه اشیاء و پدیده‌ها مشترک است و توسط مقولهٔ «ماده» بیان می‌گردد عبارت‌اند از آن که:
1. همهٔ آن‌ها مادی هستند، به‌طور عینی و مستقل از شعور ما وجود دارند.
2. همهٔ آن‌ها از طریق خواص مختلف خود (نظیر رنگ و بو، مزه و صدا و حرارت و ابعاد و غیره) روی ارگان‌های حس ما تأثیر می‌گذارند و متناسب با آن احساس ویژه‌ای را به وجود می‌آورند.

پس اولاً تأکید می‌کنیم که مفهوم بیان‌کنندهٔ واقعیت عینی ماده یک مفهوم مربوط به علم فیزیک یا شیمی یا سایر علوم مشخص نیست، بلکه یک مقولهٔ فلسفی است.
ثانیاً تأکید می‌کنیم که مفهوم ماده به مثابهٔ یک مقولهٔ فلسفی را نباید با خود ماده که عبارت از واقعیت عینی مستقل از احساس انسان و مستقل از هر گونه مفهوم و مقولهٔ فلسفی است، اشتباه کرد مقولهٔ فلسفی «ماده» بازتاب وجود عینی جهان، واقعیت عینی خارج از ما در شعور ماست.

## جهان قدیم است
در این تفکر جهان مادی، جاودانی و بی‌انتهاست. جهان مادی دارای اشکال مختلف است. در جهان همهٔ اشیاء هر قدر هم کوچک باشند از هیچ زاییده نمی‌شوند و به هیچ مبدل نمی‌گردند. اصطلاح «از بین رفتن» شیء به معنای تبدیل آن شیء به شیءی دیگر است. پایان یکی آغاز دیگری، مرگ یکی، زندگی دیگری است و این روند تا بی‌نهایت ادامه دارد. آنچه هرگز از بین نمی‌رود ماده یعنی واقعیت عینی است. در این مورد است که بشر همواره از خود پرسیده چه‌طور می‌شود که ماده همیشه وجود داشته‌است؟ چنین پرسشی شگفت‌آور نیست؛ زیرا که انسان در سراسر زندگی خود و نوع خود شاهد زایش، رویش و پرورش و سپس زوال و نابودی اشیاء و پدیده‌هاست، می‌بیند که هر چیزی را سرآغازی و سپس پایانی است. چرا ماده استثناء باشد؟ چرا کسی یا چیزی «در آغاز» آن را خلق نکرده باشد؟ به این پرسش‌ها تنها و تنها علم می‌تواند پاسخ دهد و پاسخ علم که در طول تاریخ مرتباً مستحکم‌تر و قاطع‌تر و مستدل‌تر شده آن است که ماده همیشه وجود داشته‌است و ازلی است، همیشه باقی خواهد بود و ابدی است. حادث نیست، قدیم است، فانی نیست، باقی است.
هرقدر ما با دستاوردهای علم، بیشتر و همه‌جانبه‌تر آشنا باشیم بهتر می‌توانیم این حکم اساسی را ثابت کنیم؛ مثلاً قانون بقا و تبدیل جرم و انرژی (آنتوان لاووازیه و میخاییل لومونسف) ثابت می‌کند که در طبیعت هیچ عنصری بدون آن‌که اثری از خود باقی بگذارد از بین نمی‌رود و هیچ عنصری از هیچ زاییده نمی‌شود. علم ثابت می‌کند که نمی‌شود چیزی از هیچ خلق کرد. آنچه را که نمی‌توان نابود کرد و از بین برد، نمی‌توان خلق کرد، نمی‌شود زمانی بوده باشد که در آن ماده نباشد و از هیچ عنصر و هیچ جا خلق گردد. نتیجه این‌که ماده همیشه بوده‌است. همیشه خواهد بود، هرگز زاییده و خلق نشده، قدیم است و جاودانی.
در این‌جا به نقل از فردریک انگلس باید اضافه کنیم که مادی بودن جهان و ازلیت و ابدی آن را با چند کلمهٔ سحرآمیز نمی‌توان ثابت کرد بلکه تکامل طولانی و پرپیچ‌وخم فلسفه و علوم طبیعی طی قرون متمادی آن را مدلل می‌سازد.

## مقوله ماده روابط آن با درجه شناسایی‌های علمی بشر
مقولهٔ فلسفی ماده را نباید با نظریات و عقاید علوم طبیعی پیرامون ساختمان و حالت و خواص اشیای مشخص مادی اشتباه و خلط کرد. عقاید و نظریات علوم مشخص هم‌زمان با ترقی دانش و فن مرتباً غنی‌تر و عمیق‌تر می‌شود و تصور و تجسم ما از اشکال مختلف و خواص مشخص ماده مرتباً تغییر کرده، تکامل حاصل می‌کند، ولی این تکامل همواره بر غنا و ژرفای معنای فلسفی ماده می‌افزاید. برخی از فلاسفهٔ ایدئالیست سعی داشته‌اند مفهوم فلسفی ماده را با مفاهیم طبیعی پیرامون ساختمان اشیای مادی مخلوط کنند و از طریق این سردرگمی هرگاه که کشفی چارچوب دانش پیشین را می‌شکند و مفاهیم علمی تازه‌ای را در زمینه‌های مشخص پدید می‌آید آن را «دلیلی» بر رد مفهوم فلسفی ماده و ماتریالیسم قلمداد کنند؛ مثلاً زمانی بود که دانش بشری کوچک‌ترین و آخرین جزء ماده را اتم می‌دانست (تا آخر قرن نوزدهم) و آن را غیرقابل‌تجزیه و تقسیم تصور می‌کرد. هنگامی که اتم تجزیه شد و معلوم شد که مرکب از الکترون‌ها و پروتون و نوترون و غیره‌است (که آن‌ها را اصطلاحاً «اجزای اولیه» نامیده‌اند) گروهی از ایده‌آلیست‌ها فریاد برآوردند «حالا که اتم تجزیه شده پس ماده نابود شد». ولی ماده نابود نشد بلکه فقط این کشف علمی به عمل آمد که اتم از اجزای کوچک‌تر مادی ساخته شده‌است. علوم طبیعی دائماً در حال حرکتند و مفاهیم علمی مرتباً غنی‌تر و ژرف‌تر می‌شوند. تابلو و منظره‌ای که توسط علوم مشخص از جهان ترسیم می‌شود تغییر می‌یابد. در نتیجهٔ پیدایش فیزیک کوانتوم، تدوین نظریات مربوط به «ضدماده» و در همهٔ موارد نظیر عقاید و سیستم نظریات علمی و تئوری‌های مربوط به ساختمان اشیاء و خواص ماده تکامل یافته‌است. مطابق با آموزش نیوتن جرم هر شیء چه در سکون و چه در حرکت، معین و بدون تغییر بود. اما مرحلهٔ بعدی تکامل علم نشان داد که جرم الکترون تغییرپذیر و وابسته به سرعت حرکت آن است. این تحول کیفی در عمق شناسایی‌های ما انقلابی در طرز تفکر علمی ما نسبت به خواص ماده و حرکت و پیوند آن‌ها به وجود آورد. تئوری اینشتین رابطهٔ بین جرم و انرژی و سرعت را نشان داد و نسبیت آن‌ها را مدلل ساخت. مطابق فرمول معروف او انرژی برابر است با جرم ضرب در سرعت نور به توان دو و مجذورش را بدست آورد.
در نتیجهٔ این کشف بزرگ دانسته‌های قبلی و قدیمی ما به نحوی انقلابی بسی ژرف‌تر شد. اما ایده‌آلیست‌ها در تمامی این موارد کوشیدند مقولهٔ فلسفی «ماده» را برابر با مفهوم فیزیکی «اتم» یا «جرم» قرار دهند و تجزیه آن یا تغییر این را «دلیلی» بر بی‌اعتبار شدن و از هم پاشیدن ماتریالیسم و ناپدید شدن ماده قلمداد نمایند.
در واقع آنچه از هم می‌پاشد مرزهای شناسایی‌های مشخص ماست که گسترده‌تر می‌شود و با آگاهی بر زمینه‌ها و جنبه‌های جدیدی از واقعیت جلوتر می‌رود آنچه بی‌اعتبار می‌شود آگاهی‌های قسمی و ناکافی قبلی ماست که مرتباً جای خود را به شناسایی‌های عمیق‌تر و وسیع‌تر می‌دهد، آنچه ناپدید می‌شود تصورات قبلی علوم مشخصه دربارهٔ ساختمان اشیای مادی است. خود ماده به مفهوم فلسفی آن جاودانه‌است.
در حقیقت همهٔ کشفیات علوم جدید و به ویژه فیزیک مدرن به درخشان‌ترین وجهی، اصول ماتریالیسم دیالکتیک را پیرامون ماهیت عینی ماده، وحدت و تنوع جهان، بی‌پایان بودن ماده، بی‌کرانی شناخت بشری اثبات می‌کند.
بنابراین مرز شناخت ما دربارهٔ خصلت اشیای مشخص مادی و ساختمان آن‌ها دائماً در حال پیشرفت است. اطلاعات ما از آنچه «اجزای نخستین» اتم نام دارد مانند الکترون و مزون، هیپرون و فوتون گرفته تا عظیم‌ترین سحابی‌ها، از حالت پلاسمایی ماده گرفته تا اشعهٔ لازر، از اجزای اتم که دارای بار الکتریکی معکوس اجزای مادی هستند و آن‌ها را «ضدماده» نامیده‌اند تا فرضیهٔ کوآرک‌ها که بخش‌های ترکیب‌کنندهٔ هر یک از «اجزای نخستین» می‌توانند باشند از کشف حالت «رزنانس» که گروهی از «اجزای اولیه» را در حالت‌های ویژه و لحظه تغییر و تبدیل در بر می‌گیرد تا فرضیهٔ مربوط به اجزای اولیهٔ به کلی جدیدی به نام «تاکیون» (که در جهانی با مختصات به کلی دیگری و در سرعت‌های فرضی مافوق سرعت نور می‌توانند وجود داشته باشند) و بالاخره تئوری‌های مربوط به انواع مختلف هستی ماده نظیر جرم و میدان (شایان ذکر است که فیزیک مدرن چهار نوع میدان نیرو می‌شناسد) و انرژی همه دستاوردهای بزرگ علمی هستند که دامنهٔ آن‌ها نسبی بوده و با همهٔ عظمتشان مرتباً گسترش یافته و خواهند یافت؛ ولی این امر در مفهوم فلسفی ماده تغییری نمی‌دهد.
ماده تمامی این واقعیتی است که در محیط پیرامون در این گیتی لایتناهی وجود عینی دارد. تمامی جهان خارجی است که بر حواس ما تأثیر می‌گذارد و محسوسات ما را به وجود می‌آورد. تکامل علوم اشکال جدید موجودیت ماده را که قبلاً مجهول و ناشناخته بود کشف می‌کند و ماتریالیسم به رازهای بیشتری دست می‌یابد. به همین علت است که انگلس می‌گوید:
ماتریالیسم باید پابه‌پای علم و با هر کشف اساسی و بزرگ دانش شکل جدیدی به خود بگیرد و عمیق‌تر و غنی‌تر شود.

## تعریف مقولهٔ فلسفی ماده
لنین تعریف کلاسیک مقولهٔ فلسفی ماده را به دست داده‌است. او می‌نویسد: «ماده مقوله‌ای است فلسفی برای تعیین واقعیت عینی خارجی که محسوسات انسان به وی از وجودش خبر می‌دهد و حواس ما آن را کپی می‌کند، عکاسی می‌کند، منعکس می‌سازد و خود آن مستقل از ما وجود دارد… ماده آن چیزی است که روی ارگان‌های حواس ما عمل می‌کند و احساس را به وجود می‌آورد.
اهمیت این تعریف فلسفی لنین از ماده در آن است که:
1. این تعریف مرز روشنی است بین ماتریالیسم و انواع مکاتب ایدئالیستی. هدف عمدهٔ آن نفی ادعای ایدئالیستی است که منکر وجود ماده به مثابهٔ یک واقعیت خارجی است.
2. این تعریف استنباط و درک فلسفی ما را از ماده با معرفت مشخص علمی ما پیرامون جهات و مشخصات معین آن مخلوط نمی‌سازد و به «آخرین عنصر» یا «خاصیت اولیه» یا «خاصیت جاودانی» و «سنگ پایه» متکی نیست و از هر گونه پیرایه‌ای که مربوط به مرحلهٔ معینی از تکامل علوم باشد پاک است. بدین ترتیب راهگشای توفیق علمی و مغایر با هرگونه جمود بوده و از این جهت مرز روشنی است بین ماتریالیسم دیالکتیک و انواع ماتریالیسم متافیزیک.
3. این تعریف نشان می‌دهد که بازتاب ماده (به مثابهٔ واقعیت خارجی عینی) در اندیشهٔ ما به صورت مقولهٔ فلسفی مده‌است و به این ترتیب مرز بین ماتریالیسم را با انواع مکاتب پوزیتیویستی مدرن روشن می‌کند.
4. لنین که در توضیحات خود عمیقاً جنبهٔ دیالکتیکی شناخت و انعکاس واقعیت را در نظر دارد، در این واقعیت با توجه دادن به «کپی کردن»، «عکاسی کردن» و «منعکس کردن» تأکید دارد بر این که شناسایی ما تهی، پوچ، بی‌پایه و بدون رابطه با واقعیت نیست بلکه با واقعیت منطبق است، شبیه آن است و بدین ترتیب مرز روشنی است بین ماتریالیسم دیالکتیک و انواع مکاتب آگنوستیک که امکان شناخت و اعتبار شناخت بشر را نفی می‌کنند یا احساس ما را تغییرشکل‌دهنده، غیردقیق، نارسا و خطاساز می‌دانند.

مسئلهٔ وحدت جهان از نظر شناخت ماهیت پدیده‌هایی که پیرامون ما جریان دارد، دارای اهمیت فلسفی بسیار است. ماتریالیسم و ایدئالیسم در این مسئله نیز پاسخ متضاد می‌دهند.

## ایدئالیسم و مکاتب وحدت وجودی
در بین سیستم‌های ایدئالیستی مکاتب وحدت وجود (پانته‌ایسم) به نحو کم‌وبیش پی‌گیر، به یگانگی جهان معتقدند و به یک اصل واحد و جوهر یگانه باور دارند که آن را روحی، ذهنی، مافوق‌الطبیعه یا احساسی می‌داند. فلسفهٔ وحدت وجودی نزد متفکرین قدیم ما بسی رایج بوده‌است. این‌ها معتقد بودند که «گوهر و سرچشمهٔ هستی یک «بود ازلی و جاودانه و بی‌کران و بی‌آغاز و بی‌فرجام است». به قول حافظ: «همه جا خانهٔ عشق است، چه معبد چه کنشت» و به گفتهٔ سعدی: «عاشقم بر همه عالم که همه عالم از اوست» یا به سخن مولوی: «هم خواجه و هم بنده و هم قبله شمایید». (منتهی به شرطی که «اول رخ آیینه به صیقل بزدایید) یا به سرودهٔ عطار:
| زهی فر حضور نور آن ذات |  | که بر هر ذره می‌تابد ز ذرات |

متفکرین ما در این زمینه چنان پیش رفته‌اند که در این وحدت پدیده‌های مختلف وجود مادی را با روندهای معرفتی و ذهنی، از یک سنخ و یک ذات شمرده‌اند. مولوی با یک دید ژرف فلسفی، خطاب به خود می‌گوید که طبیعت بوده‌ای و به روح بدل شدی:
| جزء شمس و ابر و باران‌ها بدی |  | نفس و فعل و قول و فکرت‌ها شدی |

در سیستم ایدئالیستی و عینی، اندیشه مطلق آن اصل اساسی و مبدأ عام است که وحدت جهان از آن ناشی می‌شود. هگل فیلسوف آلمانی اشیاء و پدیده‌های جهان عینی را تجسم و تبلور ایده مطلق می‌دانست که در حرکت مداوم خود جهان پیرامون را خلق کرده‌است. طبیعت و انسان و مناسبات اجتماعی نیز محصول خرد و اندیشه‌اند.
در مورد عقیده به ماهیت ایزدی جهان و این که یزدان در همه جا و همه چیز هست و همه چیز بازتاب اوست، ادامه منطقی پی گیر این نظریه آن است که انسان خود خداست و خدای خالق جز «من متفکر» کس دیگری نیست. به قول مولوی:
| آنها که طلبکار خدایید خدایید |  | بیرون زشما نیست شمایید شمایید |

این نظریه‌ای است که بیان آن در قرون وسطای ایران به علت نقش مثبت و انسان گرایانه اش، در شرایط مشخص تاریخی، از جانب دلاورانی آزاداندیش علیه قشریون تاریک فکر، شهامت بسیار می‌طلبید. با این حال کسانی «اناالحق» گویان «اسرار هویدا کردند» و به همین خاطر «سربر سر دار نمودند».
اما در عصر ما، ایدئالیسم عینی و انواع آن در نبرد با ماتریالیسم، به ویژه از تز وحدت جهان به علت منشأ خدایی آن دفاع می‌کند.
ایدئالیسم ذهنی، ماده و محسوسات را یکی می‌گیرد، روان و جسم را مشابه و واحد فرض می‌کند و از این‌جا به وحدت جهان می‌رسد؛ ولی در هر حال ایده‌آلیست‌ها (چه ذهنی و چه عینی) وحدت جهان را بر شالوده یک اصل اندیشه‌ای خرد و با احساس قرار می‌دهند. از نظر این بحث فلسفی در تاریخ فلسفه جریانات مونیستی، دوآلیستی و پلورالیستیà وجود داشته‌است.
برخی از این مکاتب به این یا آن شکل رابطه دیالکتیک بین وحدت و کثرت را درک کرده یا طرح کردند. نظیر آن که گفت «غایت توحید انکار توحید است» یا آن دیگری که سرود:
| شد آن وحد از این کثرت پدیدار |  | یکی را چون شمردی گشت بسیار |
| درو گر چه، یکی دارد بدایت    |  | و لیکن نبودش هرگز نهایت    |

و یا در این غزل معروف خواجه شیراز که:
| این همه عکس می ونقش مخالف که نمود |  | یک فروغ رخ ساقی است که در جام افتاد |

ملا صدرا مسئله وحدت و کثرت را از طریق اندیشه ویژه دیالکتیکی خود و با توسل به مقوله حرکت حل می‌کرد و می‌گفت جهان یک دستگاه به هم پیوسته و همگون است که تنوع امور و تکثر وجود در آن نتیجه حرکت جوهر و استکمال این حرکت است؛ ولی برخی دیگر در این رابطه، تضادی غیرقابل حل می‌دیدند و می‌گفتند:
| به وحدت در نباشد هیچ کثرت |  | دو نقطه نبود اندر اصل وحدت |

## حل ماتریالیستی مسئله: وحدت جهان در مادی بودن آن است
مسئله وحدت جهان را ماتریالیسم چگونه حل می‌کند؟
ماتریالیسم دیالکتیک در جهان بینی مونیستی خود، نه فقط همه مکاتب گوناگون ایدئالیستی بلکه عقاید تنگ و خشک ماتریالیستی قبلی که جهان را مرکب از عناصر همگون می‌دانست، یعنی به دیالکتیک وحدت و کثرت پی نمی‌برد طرد کرد.
فلسفه مارکسیستی نشان می‌دهد که پدیده‌ها و روندهای جهان از نظر کیفی متفاوتند ولی همه آن‌ها در این امر شریک و یگانه‌اند که مادی هستند. این مطلب سنگ بنای اساسی برخورد ما به مسئله‌است.
برای ماتریالیسم دیالکتیک وحدت جهان در مادی بودن آن است؛ یا به سخن دیگر جهان یگانه‌است زیرا که مادی است.
ولی این جهان واحد، متنوع است چرا که ماده متحرک است. علت تنوع جهان عبارت است از تنوع اشکال و جوانب مختلف ماده تنوعی که زائیده ماده متحرک است. همه تظاهرات و حالات و خواص و روابط مختلف ماده، از نحوه هستی آن یعنی حرکت زائیده می‌شود.
تغییرات و تنوع پدیده‌های مادی از حرکت ماده در زمان و مکان ناشی می‌شود، به همین جهت وحدت جهان که به علت مادی بودن آن است، در وحدت ماده، حرکت، مکان و زمان تجلی می‌کند.
حل مسئله وحدت جهان مرهون همکاری فشرده فلسفه و علوم طبیعی است. فلسفه ماتریالیستی و شکل عالی آن ماتریالیسم دیالکتیک بر وحدت مادی جهان تأکید دارد و به آن از خلال خصلت اصلی اش یعنی واقعیت عینی مستقل از ذهن و شعور ما می‌نگرد؛ و اما کشف و توضیح ارتباطات مشخص و تبدلات و تغییرات متقابل و اشکال گوناگون حرکت وظیفه‌ای است بر عهده علوم طبیعی با مراحل مختلف اثبات وحدت مادی جهان تطبیق می‌کند.

## وحدت مادی جهان و علوم طبیعی
اینک ببینیم علوم مختلف در مسئله وحدت مادی جهان چه می‌گویند؟
۱ ـ کشف قوانین مکانیک و قانون جاذبه عمومی نشان داد که قوانین مشابهی در زمین و آسمان در مورد اجسام ارضی و سماوی عمل می‌کند. از جانب دیگر پس از تجزیه طیفی تمام اجرام کیهانی (یعنی تعیین ترکیب شیمیایی اجسام گداخته و در حالت گازی، از روی آن رنگ نوری که متصاعد می‌کنند) معلوم شد که در آن‌ها همان عناصر شیمیایی وجود دارد که در زمین نیز هست. تجزیه شیمیایی سنگ‌های آسمانی چه آن‌ها که همچو شهاب ثاقب بر زمین فرود می‌آمدند و چه آن‌ها که توسط فضا نوردان یا مه نوردهای خود کار به زمین آورده شدند به همان نتیجه رسید. دانش مدرن ارتباطات عمیق بین جهان کوچک (میکروکسموس) و جهان بزرگ (ماکروکسموس) را روشن ساخت. علم ستاره‌شناسی (فیزیک ستارگان، شیمی ستارگان) و پژوهش روند انفجارهای هسته‌ای درونی آن‌ها وحدت پدیده‌های بسیار ریز و پدیده‌های کیهانی عظیم را ثابت کرد.
۲ ـ علوم شیمی و زیست‌شناسی و فیزیولوژی رابطه جهان جاندار و بی جان و وحدت ماده زنده و بی جان را نشان داد. از شناخت ناکافی و مرزهای تاریخی علم ایدئالیسم سوء استفاده می‌کرد و مداخله نیرویی مافوق طبیعت و غیر مادی و زندگی بخش را برای دمیدن جان و روان لازم می‌دانست؛ ولی پیشرفت‌های علم رابطه عینی موجود بین اتم‌های اجسام آلی و ترکیب و ساختمان مولکول‌های مربوط را کشف کرد و در آزمایشگاه موفق به تولید و خلق این اجسام شد.
از مواد و عناصر غیر آلی مواد آلی مصنوعا ساخته شد. معلوم شد که سدی غیرقابل گذر بین ماده جان دار و بی جان وجود ندارد. جهان آلی ثمره تکامل جهان غیر آلی است. زندگی نتیجه یک تحول پیش رونده ماده بی جان است. ثابت شد که زندگی شکل ویژه از نظر کیفی متفاوت و مشخصی از ماده‌است و اجسام آلی از انواع آلبومین‌ها، اسید نوکلئیک‌ها و ترکیبات فسفر و غیره ساخته شده‌اند. وحدت مادی جهان در این زمینه نیز مدلل شد.
۳- علوم امروزین روان‌شناسی و فیزیولوژی و سیبرنتیک رابطه نزدیک و پیوند درونی بین روندهای معنوی و روانی با پایه مادی و فیزیولوژیک آن‌ها ثابت کرده‌است. همان‌طور که انگلس پیش‌بینی کرده بود «مطالعه دشوار و طولانی جهان مادی و من‌جمله فعل و انفعالات مغز انسانی اکنون دیگر ثابت کرده‌است که خارج از جهان مادی جهان دیگری وجود ندارد.»
پیشرفت‌های دانش در شناخت طرز عمل سیستم عصبی و کار مغز گره از راز پدیده‌های بغرنجی از حیات روانی انسان گشوده‌است و نشان داده که پایه همه آن‌ها روندهای فیزیولوژیک است. پاولوف دانشمند شهیر روس به حق نوشت «فعالیت روانی ثمره فعالیت فیزیولوژیک توده معینی از سلول‌های عصبی مغز است.»
علاوه بر این وحدت ماده و شعور در این امر نیز هست که شعور بدون ماده وجود ندارد، شعور زائیده ماده و یکی از خصوصیات ماده در عالی‌ترین سطح سازمان یافتگی آن است. محتوی شعور نیز چیزی نیست جز جهان مادی متحرک. به این معنا شعور کاملاً مادی است یکی از خواص ماده‌است.
1. جنبه دیگر مسئله وحدت مادی جهان رابطه بین پدیده‌های اجتماعی و پدیده‌های طبیعی است. قبل از مارکسیسم این رابطه به درستی درک نشده بود. ماتریالیسم دیالکتیک نشان داد که در جریان تکامل تاریخی ماده پیدایش انسان و جامعه بشری بخشی از جهان مادی و ثمره طبیعی تکامل آن و یک مرحله از نظر کیفی ویژه و متمایز از تکامل ماده‌است. مارکسیسم یگانگی تمامی مناسبات انسانی (اجتماعی، سیاسی و معنوی و…) را بر شالوده تولید مادی ثابت کرد. در همین روند تولیدی مادی و کار انسانی است که وحدت و مناسبات و کنش و واکنش جامعه و طبیعت صورت می‌پذیرد.
2. گرایش کنونی به سنتز علوم مختلف خود ثمره دیگری است از وحدت مادی جهان. این گرایش به ویژه در علم سیبرنتیک که موضوع بسیار گسترده‌ای دارد تجلی می‌کند. این علم زمینه‌هایی از مکانیسم ماشین‌ها و شمارگرها (کامپیوترها) و ارگانیسم زنده گرفته تا پدیده‌ها و سازمان‌های اجتماعی را در بر می‌گیرد. همین امر که قوانین واحد سیبرنتیک در مورد پدیده‌ها و روندهایی چنین متفاوت می‌تواند به کار رود خود نشانی از وحدت مادی این پدیده هاست بدون آنکه ویژگی‌های کیفی هر یک نفی گردد. وحدت از نظر ماتریالیسم دیالکتیک نه تنها مغایر با تنوع و کثرت نیست بلکه آن را ایجاب می‌کند.

نتیجه عمومی این که وحدت مادی جهان کلیه جنبه‌های وجود همه پدیده‌ها و روندهای تکامل طبیعت و جامعه را در بر می‌گیرد. وحدت مادی جهان عام، کلی و همه گیر است.

## اهمیت علمی تز وحدت مادی جهان
اصول تئوریک تزهای ماتریالیسم دیالکتیک برای پراتیک چه اهمیتی دارد؟
۱ ـ فلسفه می‌آموزد که وظایف پراتیک باید بر شالوده مطالعه روندهای مادی و شناخت واقعیت عینی صورت گیرد. برای درک درست مسائل و داشتن دید علمی و روشن باید علل مادی پدیده‌ها را کشف و مطالعه کرد، باید به انگیزه‌ها، محمل‌ها و شالوده‌های مادی حیات سیاسی ـ ایدئولوژیک جامعه پی برد، باید به تجزیه و تحلیل بغرنج و همه‌جانبه کلیه شرایط عینی مادی پرداخت و شرایط مشخص تکامل اجتماعی را در هر مرحله در نظر گرفت. در پرتوی این شناخت می‌توان وظایف خویش را به درستی تعیین کرد و از اشتباهات ذهن گرایانه (سوبژکتیویسم) و اراده گرایانه (ولونتاریسم) پرهیز کرد. این دو انحراف منجر به عدم شناخت قوانین عینی و انکار نقش تعیین‌کننده عوامل مادی شده کار را به قضاوت‌های نادرست و به شکست در عمل می‌کشاند. سیاست باید بر شالوده مستحکم علم مطالعه و شناخت واقعیت مادی عینی استوار باشد.
۲ ـ اتکاء تزهای فلسفی ماتریالیسم دیالکتیک پیرامون ماده و حرکت و زمان و مکان بر داده‌های علوم مدرن و بر پراتیک به این فلسفه قدرت و استحکام بخشیده. در نبرد با مکاتب ایدئالیستی ماتریالیست‌ها باید بر آخرین دستاوردهای علوم تکیه کنند و به آن مجهز باشند. ایده‌آلیست‌ها از مشکلات پیشرفت علوم از مجهولات فعلی و همچنین از عدم اطلاع عامه مردم سوء استفاده و نتایج علوم را تحریف و قلب می‌کنند. دفاع علمی و پی گیر و مستدل از تز وحدت مادی جهان و محتوی آن بخشی از نبرد همه‌جانبه و پراهمیت ایدئولوژیک است.
برخی پژوهندگان خاطر نشان می‌سازند که عرفاً «عشق به همه ظواهر عالم» را تبلیغ می‌کردند و فلسفه وحدت وجودی آن‌ها، از آن جهت که متکی بر پانته ایسم (پان یعنی همگانی سراسری و تئو یعنی خدا «همه چیز خدا یگانگی» است، گامی است در آن شرایط به سوی ماتریالیسم زیرا خداوند را در ماوراء طبیعت نمی‌جوید و آن را در درون طبیعت و تمامی آن فرض می‌کند.
مونیست‌ها monisme از واژه مونو به معنای یک واحد جهان را بر پایه یک اصل یک عنصری و از یک مبدأ می‌دانند. مونیسم می‌تواند ایدئالیستی یا ماتریالیستی باشد. دوگانه‌انگاران (dualism از رقم دو) به دوگانگی و ثنویت معتقدند و دو اصل مساوی مادی و معنوی را اساس تشکیل جهان می‌دانند. پلورالیست‌ها pluralisme از واژه پلورال به معنای چند یا چند گرایان بر آنند که اصول پر شمار و مجزا از هم و از نظر اهمیت مساوی هم سازندهٔ جهانند.